# Cunimondo
Cunimondo (... – Pannonia, 567) è stato un condottiero germanico, ultimo re dei Gepidi, che cadde in battaglia contro i Longobardi di Alboino.

## Biografia

### Origini e successione
Cunimondo era il figlio secondogenito del re dei Gepidi Turisindo, al quale succedette intorno al 560. In quel tempo, i Gepidi si erano stabiliti lungo il medio corso del Danubio, dove, dopo il crollo dell’impero di Attila nel V secolo, avevano fondato un proprio dominio sotto la guida di Ardarico.

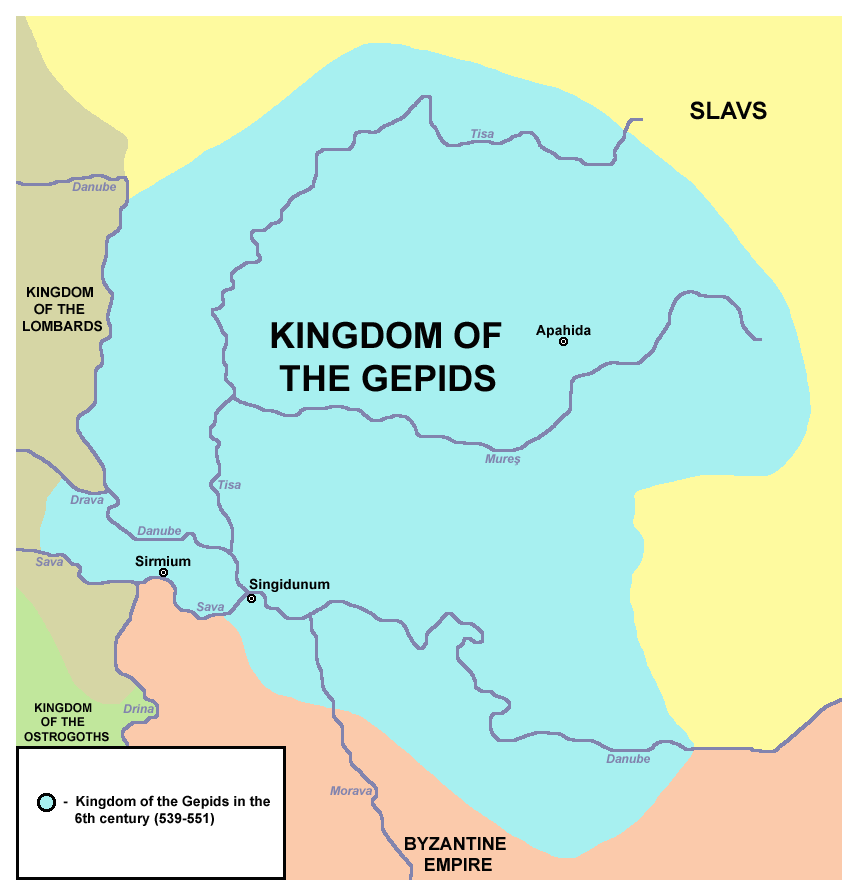
Il Regno dei Gepidi a metà del VI secolo.

A partire dalla metà degli anni 540, tuttavia, erano aumentate le tensioni tra i Gepidi e i vicini Longobardi, che infine sfociarono in una serie di conflitti armati. Turisindo, fiero e coraggioso guerriero, si impegnò nelle guerre contro i Longobardi guidati dal re Audoino, subendo tuttavia delle sconfitte. Turisindo perse il figlio maggiore erede al trono, Torrismondo, nella battaglia di Asfeld del 552, durante la quale il principe fu ucciso da Alboino, figlio di Audoino. Seguì una pace effimera: alla morte di entrambi i sovrani, infatti, il figlio e successore di Audoino, Alboino, riprese una politica espansionistica nei confronti dei Gepidi. Paolo Diacono, scrivendo nell'VIII secolo, riferisce che tra Cunimondo e Alboino vi fosse anche una rivalità personale, avendo quest'ultimo aveva ucciso in battaglia il fratello di Cunimondo.

### Guerra con i longobardi
La nuova guerra con i Longobardi sfociò nel 565. Un primo attacco longobardo fallì grazie all'intervento dell'imperatore d'Oriente Giustino II, schieratosi a favore dei Gepidi. Tuttavia, quando questi ultimi si rifiutarono di cedere la fortezza di Sirmio all'Impero d'Oriente, promessa da Cunimondo in cambio del sostegno militare, Giustino revocò il proprio appoggio. Alboino, nel frattempo, si assicurò l'alleanza degli Avari, un popolo comparso di recente nella regione danubiana e di crescente potenza.
Nel 567, Alboino lanciò un nuovo attacco contro i Gepidi. Come in precedenza, Cunimondo si rivolse all'imperatore bizantino Giustino II, offrendo nuovamente la cessione di Sirmio in cambio di sostegno militare. Giustino II accettò l'offerta, e la città passò sotto il controllo bizantino. Tuttavia, l'impero non rispettò l'accordo, e le truppe bizantine si astennero dall'intervenire nel conflitto, pur mantenendo il possesso di Sirmio. Sebbene neppure gli Avari si presentarono al fianco dei Longobardi, i Gepidi, privati di aiuto, subirono una pesante sconfitta. Cunimondo stesso fu ucciso in battaglia e con la sua morte ebbe fine il suo regno. I Gepidi furono decimati ed i superstiti ridotti in schiavitù. Una piccola parte seguì i Longobardi in Italia nel 568, mentre altri, probabilmente pochi in numero e sottomessi agli Avari, sopravvissero nella regione dell'attuale Transilvania fino alla metà del VII secolo.

### Fine del regno dei Gepidi

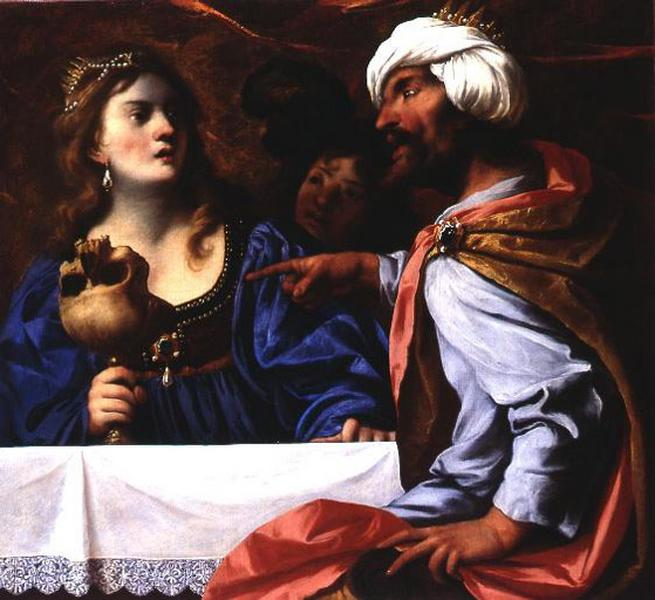
Pietro della Vecchia, Rosmunda costretta a bere dal cranio di suo padre, 1650-1660.

Secondo il cronista Giovanni di Biclaro, il nipote di Cunimondo, Reptila, e il vescovo ariano Trasarico riuscirono a sfuggire ai Longobardi e a trovare rifugio a Bisanzio, portando con sé il tesoro dei Gepidi, o solo una parte di esso perché, secondo Paolo Diacono, i Longobardi si impossessarono delle fortune dei Gepidi e divennero "straordinariamente ricchi".
La figlia di Cunimondo, Rosmunda, divenne la sposa di Alboino, sebbene l'episodio sia avvolto da numerose leggende. Secondo una versione, sarebbe stata proprio la cattura di Rosmunda da parte di Alboino a scatenare la guerra, ma questa narrazione è considerata inattendibile. Paolo Diacono racconta che, durante una festa a Verona nel 572, Alboino chiese a Rosamunda di bere qualcosa con suo padre, costringendola di fatto a bere dal suo cranio, conservato, secondo tradizione barbarica, come trofeo ed utilizzato come coppa dai vincitori. Paolo Diacono vide con i suoi occhi il teschio di Cunimondo a Pavia, allora capitale longobarda, quando il re Ratchis (744-749) lo mostrò ai commensali di un banchetto. Umiliata, Rosamunda in seguito si vendicò istigando lo scudiero Elmichi ad uccidere il marito nel sonno.

## Influenza culturale
La fine di Cunimondo e di Rosamunda viene menzionata nel racconto di J. R. R. Tolkien "La strada perduta", quando il personaggio di Alboino chiede a suo padre, Oswin Errol, l'origine del suo nome.
Cunimondo è uno dei personaggi del film d'avventura italiano Rosmunda e Alboino, diretto da Carlo Campogalliani e uscito nel 1961. Il personaggio è interpretato dall'attore italo-sloveno Andrea Bosic.